# Gnophos meridionalis
Gnophos meridionalis är en fjärilsart som beskrevs av Eugen Wehrli 1924. Gnophos meridionalis ingår i släktet Gnophos och familjen mätare. Inga underarter finns listade i Catalogue of Life.